# Guido, i' vorrei che tu e Lapo ed io
Guido, i' vorrei che tu e Lapo ed io (Guido, m'agradaria que tu i Lapo i jo) és un sonet de Dante Alighieri, Poesia LII de Le Rime. Va ser composta abans de la Vita nuova, a causa del clima cortès desproveït dels empelts filosòfico-morals de la primera i adreçada al seu amic Guido Cavalcanti que li va respondre amb el sonet S'io fosse quelli che d'amor fu degno. (Si jo fos els que mereixessin l'amor)

## Text
| Text | Traducció |
| --- | --- |
| Guido, i’ vorrei che tu e Lapo ed io fossimo presi per incantamento e messi in un vasel, ch’ad ogni vento per mare andasse al voler vostro e mio; sì che fortuna od altro tempo rio non ci potesse dare impedimento, anzi, vivendo sempre in un talento, di stare insieme crescesse ’l disio. E monna Vanna e monna Lagia poi con quella ch’è sul numer de le trenta con noi ponesse il buono incantatore: e quivi ragionar sempre d’amore, e ciascuna di lor fosse contenta, sì come i’ credo che saremmo noi. | Guido, m'agradaria que tu, Lapo i jo fossin presos a un encanteri i ens posessin en una embarcació, que a cada alè de vent aniria per la mar segons els nostres desitjos; de manera que la tempesta o qualsevol altra desgràcia no podien ser un obstacle, sinó que, tenint les mateixes ganes, creixien les ganes d'estar junts. I que Donna Vanna i Donna Lagia, a més de la que és la trentena, el nostre bon mag ens va posar a prop: i aquí sempre parlem d'amor, i cadascuna d'elles era feliç tal com, crec, ho seríem [ poetes]. |

## Anàlisi

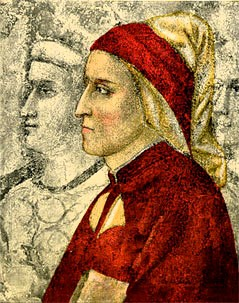
Giotto, Retrat de Dante, fresc,

### Contingut
El sonet és un dels primers composts per Dante a l'inici de la seva carrera poètica al costat de Guido Cavalcanti. Aquest poema breu parla d'un viatge que Dante somia emprendre amb el mateix Guido Cavalcanti i, segons la majoria de la crítica, amb Lapo Gianni. Els tres amics es trobarien, en una mena d'escapada de la realitat a través d'un encantament (v.2), navegant, en un vaixell (v.3), sobre un mar sempre tranquil, cap al lloc del plaer (trobem el tema provençal del "plazer"). Gràcies a aquesta nau encantada, una certa al·lusió al vaixell màgic del mag Merlí,arribarien llavors tres dones: monna Vanna (l'estimada de Cavalcanti), monna Lagia (la de Lapo Gianni) i l'estimada de Dante, que és la trentena dona més bella de Florència, amb que sempre raonen sobre l'amor (v. 12), en completa harmonia espiritual. El sonet revela la proximitat d'Alighieri amb els models occitans (el ja esmentat tema del plazer) i amb els del cicle artúric (la presència de Merlí), però emergeix aquest tema espiritual, basat en l'amistat entre els tres poetes i la disquisició sobre l'amor, que és el pivot central del pensament estilnovista.

### Estil
El sonet presenta una construcció hipotàctica molt complexa, però clara i harmònica. El verb que regeix semànticament tot el text (voldria) expressa mitjançant l'ús del condicional un desig delicat i fràgil, que després es perfila en imatges vagues i encantades. Cap verb -excepte el "jo crec" final, en forma d'indicatiu però amb valor dubtós- s'expressa en indicatiu, el mode de certesa i de realitat, en tot el sonet: d'ell se'n deriva una atmosfera matisada i màgica. A més de la presència dels esmentats loci provençalitzants (incantamento, vasel), termes que fan referència a la dimensió onírica, hi ha la presència anafòrica de la conjunció i, que sembla donar una tendència paratàctica a la narració, però també aporta una sensació de comunió entre el jo líric i la resta de personatges esmentats en el text.